# 망가지기 시작한 오르골
《망가지기 시작한 오르골》(일본어: こわれかけのオルゴール)은 일본의 일러스트레이터 POP이 속한 동인 서클 ElectromagneticWave가 제작한 애니메이션이다. 2008년 겨울 코믹 마켓(C75)와 2009년 여름 코믹 마켓(C76)에서 예고 책자가 배포되었으며, 같은 해 겨울 코믹 마켓(C77)에서 완성된 책자와 DVD가 배포되었다.
2010년 9월 11일에 이케부쿠로 시어터 다이아, 같은 해 9월 18일에 시네 리블 우메다에서 본편 OVA가 추가되어 극장 공개되었다.
제목의 'こわれかけ'라는 부분은 한국어로 다양하게 해석될 수 있어, 이 애니메이션은 망가져가는 오르골, 부서지기 시작한 오르골, 부서져가는 오르골 등의 제목으로도 알려져 있다.

## 내용
서기 2039년 여름, 도시에서 조금 떨어진 어느 마을이 무대이다. (모델로는 도쿄도 스기나미구 오기쿠보 지역이 사용됨) 가족을 잃은 주인공과 기억을 잃은 인조 인간이 함께 보내는 시간을 그린다. 본편이 34분으로 구성되어 있어, 스토리가 매우 짧다.

## 등장 인물
플라워
성우 - 아사노 마스미
인조 인간 "페어렌츠" 시리즈의 하나로, 제조 일련 번호는 "K3720호". 쓰레기장에 버려져 있던 것을 케이이치로가 우연히 거둔 이후로 플라워라고 불린다. 이미 생산이 종료된 구형 모델로, 운영 체계 프로그램에 다수의 오류가 있으며 메모리 상태 또한 불량한 듯 하고, 가타가나를 읽지 못하며 가사 일에 서투르고 심한 음치이다.
케이이치로
성우 - 카키하라 테츠야
대학 입학 후 교통사고로 가족을 잃었으며, 지금은 혼자 살고 있다. 원래는 밴드 활동을 했었지만, 가족의 죽음을 계기로 그만두었다.
노리코
성우 - 나카오 에리
슌 페이
성우 - 아사누마 신타로

## 용어
페어렌츠
공공 서비스, 교육, 의료, 엔터테인먼트 등 사람의 모든 생활 공간에서 일반 가전 제품으로 사용되는, 고도로 발달한 안드로이드이다. 다나카 박사가 이끄는 "외부 신경 기억 연구팀"에 의해 특수한 인공 신경 소자가 발견된 것에 의해 개발된 "페어렌트 시스템(PS)"에 근거하여 제조된다. CPU는 PSC라는 회사가 독점공급하지만, 각 회사에 의해 판매 대상과 컨셉이 다른 페어렌츠들이 생산되고 있다.

## 삽입곡
"망가지기 시작한 오르골"
작곡 - TSUKASA(SOUND ONLINE) / 노래 - 사토 히로미
이미지 송 "케이이치로의 생각"
작사 - 카와구치 케이이치로 / 작곡 - TSUKASA(SOUND ONLINE) / 편곡 - kiyoma(GOLDEN CITY FACTORY) / 노래 - 사토 히로미